# Soba (dokumentarfilm)
|  | Denne artikel er oprettet af botten Steenthbot ud fra en ekstern database. Den kan derfor have sproglige fejl eller mangler. Denne skabelon kan fjernes efter kontrol af indholdet. |

Soba er en dansk udviklingsbistandsfilm fra 1971 instrueret af Ole Neesgaard og efter manuskript af Erik Odde.

## Handling
Masaierne lever i Tanzania og Kenya. Filmene følger dagliglivet hjemme og i skolen.